# O vad salighet Gud vill skänka
O vad salighet Gud vill skänka är en från början finsk psalm som skrevs av Gustaf Stenman. I original hette den O autuus suuri kuin taivassa och publicerades första gången i Finland 1801. Den översattes till svenska av Lars Stenbäck och trycktes 1851 i sånghäftet "Elva andeliga sånger till väckelse och uppmuntran". 1855 utgavs den i fjärde häftet av Oscar Ahnfelts "Andeliga sånger". 
Som melodi till psalmen används en norsk folkmelodi.

## Publicerad i
- Elva andeliga sånger 1851
- Andeliga sånger 1855 fjärde häftet
- Sionstoner 1935 som nr 662 under rubriken "Pilgrimssånger"
- Guds lov 1935 som nr 465 under rubriken "Hemlandssånger".